# Lichenopeltella
Lichenopeltella Höhn. (lichenopeltella) – rodzaj grzybów z rodziny Microthyriaceae. Zaliczany jest do grupy grzybów naporostowych.

## Systematyka i nazewnictwo
Pozycja w klasyfikacji według Index Fungorum: Microthyriaceae, Microthyriales, Incertae sedis, Dothideomycetes, Pezizomycotina, Ascomycota, Fungi.
Synonimy nazwy naukowej: Didymopyrostroma Bat. & Cavalc.,  Micropeltopsis Vain.,  Microthyris Clem.,  Trichothyrina (Petr.) Petr., Trichothyrium subgen. Trichothyrina Petr..
Nazwa polska według W. Fałtynowicza.

## Gatunki występujące w Polsce
- Lichenopeltella peltigericola (D. Hawksw.) R. Sant. 1993 – lichenopeltella pawężnicowa
- Lichenopeltella santessonii (P.M. Kirk & Spooner) R. Sant. 1993 – lichenopeltella Santessona

Nazwy naukowe na podstawie Index Fungorum. Nazwy polskie według checklist W. Fałtynowicza.